# Райсько-Дуже
Райсько-Дуже (пол. Rajsko Duże) — село в Польщі, у гміні Розпша Пйотрковського повіту Лодзинського воєводства.
Населення — 173 особи (2011).
У 1975—1998 роках село належало до Пйотрковського воєводства.

## Демографія
Демографічна структура станом на 31 березня 2011 року:
|          | Загалом | Допрацездатний вік | Працездатний вік | Постпрацездатний вік |
| -------- | ------- | ------------------ | ---------------- | -------------------- |
| Чоловіки | 92      | 28                 | 52               | 12                   |
| Жінки    | 81      | 12                 | 44               | 25                   |
| Разом    | 173     | 40                 | 96               | 37                   |